# Bengt Bergman
Bengt Bergman, född 1902, död 1971, var en svensk arkeolog, religionshistoriker och konsthistoriker.
Bergman tjänstgjorde bland annat vid Statens historiska museum samt senare vid Spånga läroverk och som lektor vid förskoleseminariet i Uppsala.
Som arkeolog genomförde han undersökningar på exempelvis Gotska Sandön och Lidingö samt inventerade Järvafältet och Spånga socken.. Han var 1932 en av initiativtagarna till bildandet av Spånga Fornminnes- och Hembygdsgille och disputerade 1948 vid dåvarande Stockholms högskola med en avhandling om run- och bildstensristande i Uppland.